# شهرستان الوئز، میشیگان
شهرستان الوئز، میشیگان (به انگلیسی: Allouez Township, Michigan) یک منطقهٔ مسکونی در ایالات متحده آمریکا است که در میشیگان واقع شده‌است.

## خصوصیات
شهرستان الوئز ۱۴۱٫۸ کیلومترمربع مساحت و ۱٬۵۸۴ نفر جمعیت دارد و ۳۰۱ متر بالاتر از سطح دریا واقع شده‌است.